# Dendezeiro
O dendezeiro (Elaeis guineensis), também conhecido como palmeira-de-dendé, coqueiro-de-dendê, dendê, palmeira-de-óleo-africana, aabora, aavora, palma-de-guiné, palma, dendém (em Angola) e palmeira-dendém, é uma palmeira originária da Costa Ocidental da África (Golfo da Guiné). 
De seu fruto (uma drupa), conhecido como dendê, se obtêm vários óleos:
- azeite de dendê: extraído do mesocarpo (polpa) através de prensagem, o que o deixa colorido pelos carotenóides da polpa (red palm oil). A denominação de azeite se deve por ser o mesmo processo de extração aplicado à azeitona.
- óleo de palma: o anterior refinado, perdendo  a cor intensa (white palm oil), tornando seu uso mais amplo que o culinário.
- óleo do coco de palma (palm kernel oil): extraído da semente contida no interior do endocarpo lenhoso (coquinho), através de moagem e solventes químicos.

## Etimologia
"Dendê" é oriundo do termo quimbundo ndénde, que significa "palmeira".

## Origem
O dendezeiro é encontrado em povoamentos subespontâneos desde o Senegal até Angola. Especula-se que a palmeira tenha chegado às terras brasileiras junto com os primeiros cativos africanos à Capitania de Pernambuco de Duarte Coelho, entre 1539 e 1542, trazida pelos feitores de escravos. Adaptou-se bem ao clima tropical úmido do litoral brasileiro.
Dela, extrai-se o azeite de dendê.
A palmeira chega a 15 metros de altura. Seus frutos são de cor alaranjada, e a semente ocupa totalmente o fruto. Seu rendimento é muito grande: produz 10 vezes mais óleo que a soja, 4 vezes mais que o amendoim e 2 vezes mais que o coco.[carece de fontes?]
Da amêndoa do fruto, se extrai, também, um óleo usado em cosmética e na fabricação de chocolate.

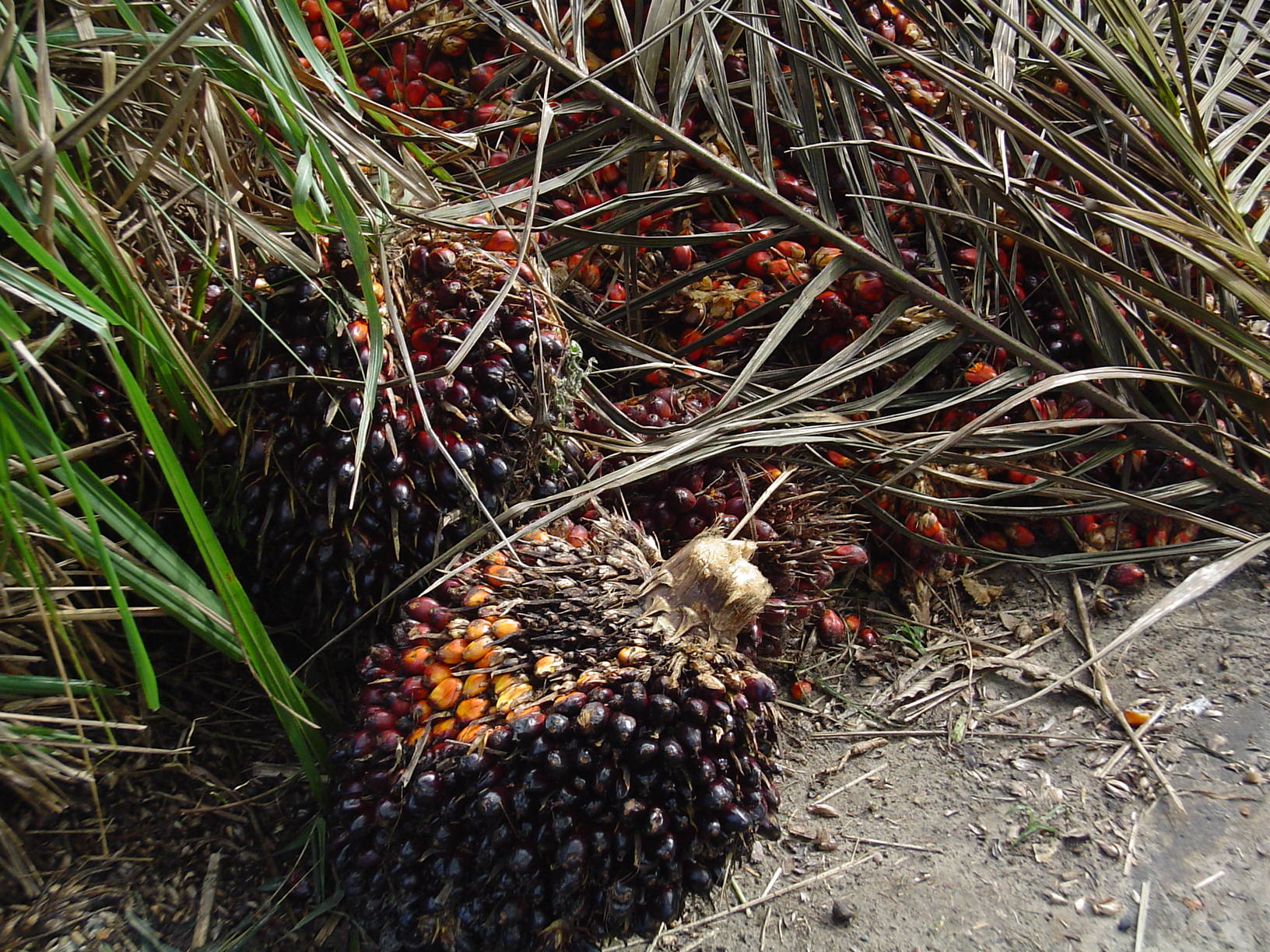
Fruto do dendezeiro

A região Sudeste da Bahia possui uma diversidade edafoclimática excepcional para o cultivo do dendezeiro, com uma disponibilidade de área da ordem de 752 625 hectares, aliada à existência do país de uma demanda insatisfeita da ordem de 500 000 toneladas de óleo de dendê; de importações que se situam entre 100 e 150 mil toneladas, além do aspecto ambiental-ecológico possibilitando a recomposição de espaço florestal em processo adiantado de degradação por "florestas de cultivo"; econômico-social, proporcionando aumento da renda regional e criação de novos empregos, além de funcionar como vetor de sustentação da própria cacauicultura e finalmente estratégico, buscando através da agricultura integrada, o caminho de desenvolvimento harmonizando os recursos da terra com os valores humanos.

## Plantio

### Clima
Os fatores climáticos de maior importância para o cultivo do dendezeiro são: chuva, horas de brilho solar e temperaturas máxima e mínima.
- Pluviosidade — Uma adequada disponibilidade de água no solo de forma constante é condição extremamente importante para o desenvolvimento e produção. O regime pluviométrico ideal caracteriza-se por uma precipitação média anual de 1 800 a 2 000 mm, com precipitações mensais sempre superiores a 100 mm, segurando boa distribuição ao longo do ano.
- Luminosidade — Altos níveis de radiação solar são indispensáveis para o crescimento e produção. A isolação necessária para a expressão do potencial produtivo do dendezeiro, situa-se em torno de 1 800 horas/ano.
- Temperatura — Fator importante na determinação do crescimento e produção, sendo observado que as maiores produções são obtidas em regiões com pequenas variações de temperatura e onde a média anual situa-se entre 25 e 27°C e sem ocorrência de temperaturas mínimas abaixo de 19°C por períodos prolongados.

### Solo
Embora seja cultivado em diferentes tipos de solos, variações nas propriedades físicas e químicas causam diferentes significativas na produção. Os parâmetros mais importantes são profundidade efetiva de 90 cm, textura franca ou mais argilosa, estrutura forte ou moderada, permeabilidade moderada, relevo plano ou suave ondulado, não pedregoso, sem concreções de ferro, alumínio ou manganês e sem camada adensada, consistência muito friável ou firme e regime de umidade alto.

### Variedades
As variedades são classificadas de acordo com a espessura da casa (endocarpo) em:
- Dura - Apresenta casca com mais de 2 mm de espessura e fibras dispersas na polpa. Essa variedade é usada como planta feminina na produção de híbridos comerciais.
- Psífera - Os frutos dessa variedade não possuem casca separando a polpa da amêndoa. Ela é usada como fornecedora de pólen na produção de híbridos comerciais.
- Tenera - Apresenta espessura de casca inferior a 2 mm e um anel fibroso ao seu redor; é obtida através do cruzamento entre as variedades Duras e Psífera, sendo recomendada para plantios comerciais.

### Formação de mudas
O sucesso de um plantio comercial de dendezeiros comercias depende do material genético utilizado e do processo de formação de mudas, que compreende as seguintes etapas:
1. Pré-viveiro - tem início com a repicagem da semente pré-germinada para sacos semelhantes aos utilizados para mudas de cacau e tem normalmente a duração de quatro meses, obtendo-se ao final uma muda com quatro folhas lanceoladas.
2. Viveiro Feito - a céu aberto, localizado preferencialmente próximo a uma fonte abundante de água a fim de facilitar a irrigação. Os sacos plásticos utilizados no viveiro medem 40x40 centímetros com 0,002 milímetros de espessura, com capacidade para 20 a 25 kg de solode textura leve, areno-argiloso, ou denominado de solo "podzol" pois isso facilita a formação das raízes da plântula. O período de permanência no viveiro varia de 8 a dez meses e as mudas a serem levadas a campo apresentam uma altura de 80 a 120 cm e com 8 a 12 folhas funcionais.
3. Tratos culturais no viveiro - durante o período de formação das mudas são importantes ainda os tratos culturais: irrigação, adubação, eliminação de ervas daninhas e controles de pragas e doenças.

### Plantio definitivo
- Escolhas da área - A área para o plantio de dendê deve ser plana ou suave ondulada, com declividade inferior a 8%, que não apresente dificuldade para o uso de máquinas agrícolas.
- Preparo da área - Em função das características da vegetação (mata virgem, mata raleada, área degradada, plantação velha de dendê ou cultivo anual), da disponibilidade de equipamentos e de sistema de exploração, o preparo da área pode ser manual (broca, derruba, queima, abertura de linhas e pontos de plantio), mecanizado (derruba, queima e enleiramento, ou misto).
- Plantio de leguminosa - Com o objetivo de proteger o solo, controlar ervas daninhas e fixar o nitrogênio, recomenda-se o plantio de uma cobertura verde que se estabeleça rapidamente, tenha pouca altura, não afete o sistema radicular do dendezeiro, ciclo vegetativo curto e baixo custo de implantação; neste caso a mais recomendável é o kudzú Pueraria phaseoloides.

### Espaçamento, coveamento e plantio
Tradicionalmente o dendezeiro é implantado no espaçamento de 9x9x9m em triângulo equilátero o que implica num espaçamento de 7,8m entre linhas e de 9m entre plantas na linha que deve estar orientada no sentido norte-sul para evitar sombreamento entre plantas; desta forma é possível colocar 143 plantas por hectare.
- Abertura de covas - Deve ser feita manual e mecanicamente, nas dimensões de 40x40x40cm, separando-se a camada superficial do solo rica em matéria orgânica, para colocar no fundo quando do enchimento da cova.
- Plantio de mudas - Deve ser feito em período chuvoso. O coleto (região entre a parte aérea e as raízes), deve ficar ao nível do solo; após o plantio é importante comprimir a terra em volta da planta.

### Tratos culturais no campo
- Coroamento - Consiste em eliminar as plantas daninhas que crescem em volta do dendezeiro, mantendo limpa a área ao seu redor, evitando competição e proporcionando condições favoráveis ao desenvolvimento.
- Roçagem - Nos primeiros anos, é necessário eliminar, periodicamente, a vegetação existente nas estrelinhas, visando facilitar o estabelecimento de leguminosas.
- Adubação - A obtenção de altos rendimentos só é possível com a utilização racional de fertilizante, já que o dendezeiro requer cerca de 192,5 kg de nitrogênio, 26 kg de fósforo, 251,4 de potássio, 61,3 de magnésio e 99,3 de cálcio por ha/ano para o crescimento e produção de 25 toneladas de cachos por hectare/ano. Os métodos usados como guia para recomendação de adubação baseiam-se em:
  - análise de solo - dá uma ideia da disponibilidade de nutrientes no solo;
  - análise foliar - indica o estado nutricional da planta naquele momento e estabelecem níveis críticos para cada nutriente;
  - experiências de adubação - através das quais é possível determinar as necessidades exatas para um determinado tipo de solo e sob quais as condições ambientais adequadas.
- Controle de pragas - A principal praga do dendezeiro de importância econômica na Bahia é o Rhynchophorus palmarum, cujas larvas alimentam-se dos tecidos da estipe, fazendo galerias que podem provocar uma podridão interna; quando atinge o meristema provoca a morte da planta.
  - O Rhynchoprus palmarum é o principal vetor do nematoide causador da doença anel vermelho. O controle desta praga é feito com iscas armadilhas (pedaços de estipe do dendezeiro ou toletes de cana-de-açúcar) envenenadas com Furadan 350 SL.
  - Outras pragas ocorrem de forma esporádica, como a broca das raízes, causada pela Sagalassa valida e lagartas desfoliadoras como Sibine fusca e Brassolis sophoraea.
- Controle de doenças - O anel vermelho, causado pela nematoide Rhadinaphelencus cocophilus, é a única doença de importância econômica para o dendezeiro, no estado da Bahia; o inseto transmissor do nematoide é o Rhychoprus palmarum, que conduz o nematoide no intestino, traqueia e nas cavidades do corpo. As medidas de controle do inseto são a única forma de se evitar a incidência da doença. O dendezeiro é suscetível ao toque de outras doenças de importância econômica, especialmente na região amazônica, onde ocorrem: fusariose, causada pelo fungo Fusarium oxysporum merchitez, causada pelo protozoário Phytomonas sp e amarelecimento fatal, cujo agente causal é desconhecido.
- Colheita - A colheita é um trabalho muito importante, porque é nesta etapa que se obtêm os resultados de todos os esforços e investimentos com o cultivo. Na execução no trabalho de colheita, devem ser observadas duas etapas importantes:
  - grau de maturação dos frutos - este fator esta diretamente relacionado com o conteúdo de óleo na polpa e com a qualidade do óleo obtido. O critério mais simples para se identificar o estágio ideal de maturação dos cachos são os frutos soltos que normalmente se encontram no pé da planta, quando o cacho está maduro recomendando-se que esse número não seja superior a 10 frutos;
  - frequência de colheita - a maturação dos cachos ocorre ao longo de todo o ano: por isso, é necessário que os intervalos de colheita sejam curtos de forma que um cacho que deixou de ser colhido em um ciclo não esteja excessivamente maduro no seguinte, comprometendo a qualidade do óleo a ser obtido.

## Produção
Um plantio corretamente conduzido inicia a produção ao final do terceiro ano, com uma produção entre 6 e 8 toneladas de cachos/ha, atingindo o pico máximo de produção no oitavo ano. Pode atingir 25 toneladas de cachos/ha, uma produção que permanece neste nível até o décimo sétimo ano, declinando ligeiramente até o final da sua vida útil produtiva, que ocorre por volta dos vinte e cinco anos.
Dos frutos do dendezeiro, podem ser extraídos dois tipos de óleos: "óleo de polpa", conhecido no Brasil como azeite de dendê, e "óleo de palmiste". O rendimento em óleo representa 22% do peso dos cachos para o óleo de polpa e 3% para o óleo de palmiste.
De acordo com o site alemão "Salve a Selva" (no original, www.regenwald.org; "Regenwald" é a palavra em alemão para "floresta húmida"), contrário ao consumo do óleo de dendê, nos últimos anos surgiu um debate crítico acerca da promoção da produção industrial do óleo de dendê, sobretudo por causa dos desflorestamentos nas zonas tropicais para a cultivação em monoculturas que serve não só para o uso nas indústrias alimentícia e cosmética mas também para a produção do assim chamado biodiesel. Hoje em dia, o óleo de dendê encontra-se em quase todas as comidas preparadas (entre outras, em pizzas congeladas e batatas fritas), margarina, sorvete, biscoitos, barras de chocolate e barrinhas de cereais. Mas também vários produtos químicos como detergentes, sabonete, velas e produtos cosméticos como cremas e batons contêm óleo de dendê. 

## Uso religioso
Nas religiões tradicionais africanas, no candomblé e no culto de Ifá, é uma árvore sagrada chamada de Iji opé ou dendezeiro. O coco do dendê é usado em um dos oráculos de Ifá chamado iquim. Os adeptos do candomblé denominam suas folhas mariuôs. O azeite de dendê extraído das suas sementes é utilizado largamente na culinária baiana, sendo indispensável na confecção do acarajé.